# Alla helgons blodiga natt 3
Alla helgons blodiga natt 3 (originaltitel: Halloween III: Season of the Witch, finlandssvenska: Halloween III – ondskans natt) är en amerikansk skräckfilm från 1982. Det är den tredje filmen i Halloween-serien. Filmen har ingen koppling till de tidigare filmerna då Michael Myers ej är med i den. Filmen är regisserad av Tommy Lee Wallace och Tom Atkins har huvudrollen som Dr. Dan Challis.

## Handling
Allhelgonaafton närmar sig. Och som vanligt ska barnen klä ut sig. En leksakstillverkare får en idé: Han ska ta livet av miljontals ungar genom att göra en stor uppsättning giftiga, dödande masker.